# زبان برج
زبان برج (به دیواناگری:  ब्रज भाषा) یا دهاتی زبان (به دیواناگری: देहाती ज़बान) (زبان دهاتی) یکی از زبان‌های هندی و بسیار نزدیک به زبان هندوستانی است. گاه آن را یک گویش قلمدادمی‌کنند. برج تا سدهٔ نوزدهم میلادی از زبان‌های غالب در شمال هند مرکزی بوده‌است. برج همچنین به زبان اودهی نیز همانندی‌های بسیاری دارد.
نام برج از منطقهٔ برج گرفته‌شده و به نظر می‌رسد خاستگاه این زبان باشد. برج در گذشته زبانی ادبی بوده‌است و کسانی چون امیرخسرو دهلوی و رابیندرانات تاگور اثرهایی بدین زبان داشته‌اند. ولی امروزه اهمیت آن تا حد یک زبان محاوره‌ای کاهش یافته‌است.